# 石の祈念堂

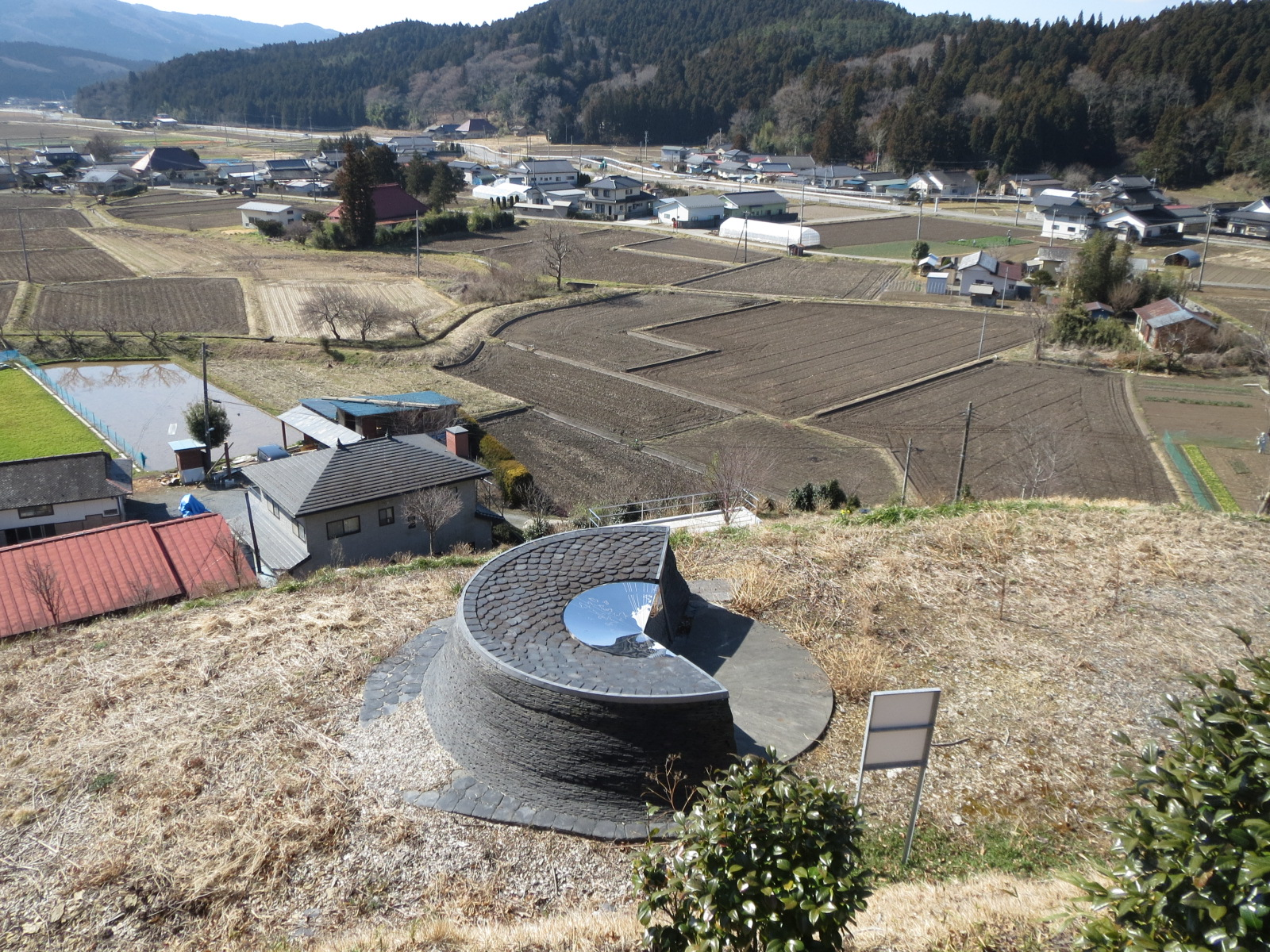
石の祈念堂 (2019年3月)

石の祈念堂（いしのきねんどう）は宮城県石巻市に建造された東北地方太平洋沖地震（東日本大震災）の慰霊碑。グッドデザイン賞受賞。

## 概要
2014年12月、石巻市中心部から北東にある山腹に震災犠牲者の祈念施設として建造された。設計は小石川建築事務所。かつて当地で採れた雄勝玄昌石や稲井石と呼ばれる材料を用いた。ただ玄昌石の採掘は再開しておらず入手が困難であったため、この地域の建物屋根や壁を解体した際に生じた材料を再利用した。解体材であったため、状態は様々であったが、垂直面に小端を積むなど構築は工夫された。また大震災の犠牲者数約１万８千以上の石を使用し、被害の大きさを表した。2015年度グッドデザイン賞受賞。

## 形状
石巻は大震災の地理的中心に当たることにちなみ、津波被害の大きかった岩手県久慈市を北端に、名取市を南西端に向けた２１０度の扇形、平面形状は円形になっている。建築面積6.47平方メートル。

## 所在地
宮城県石巻市皿貝字寺入山4

## アクセス
- 三陸沿岸道路河北インターチェンジより車15分、駐車場から徒歩3分